# 今の二人をお互いが見てる
『今の二人をお互いが見てる』（いまのふたりをおたがいがみてる）は、aikoのメジャー通算15枚目のオリジナル・アルバム。2023年3月29日にポニーキャニオンから発売された。

## 解説
前作『どうしたって伝えられないから』からおよそ2年ぶりのオリジナル・アルバム。シングル「食べた愛」「ねがう夜」「果てしない二人」や配信シングル「あかときリロード」を含む全13曲。また、aikoが19歳当時に作曲し、シングル「果てしない二人」にカップリングとして収録された「夏恋のライフ」も本作品に収録されている。デビュー25周年を記念した作品でもある。
なお、「食べた愛」と両A面シングルだった「あたしたち」と本アルバムリリース直後に配信リリースされた「いつ逢えたら」は次作の『残心残暑』に収録（前述の「あたしたち」は未収録）されたため、本アルバムには未収録となった。
本作に収録されている「荒れた唇は恋を失くす」は2023年3月24日からサブスクリプションサービスで先行配信された。
本作は、初回限定仕様盤A（CD＋Blu-ray）、同B（CD＋DVD）、通常仕様盤（CD）の3形態で発売され、初回限定仕様盤A,Bはカラートレイ仕様。
初回限定仕様盤Aには2022年10月11日にZepp Hanedaで開催されたファンクラブ・モバイルサイト会員限定ツアー『Love Like Rock Limited Vol.2』の映像を収録したBlu-ray Disc、Bは同内容のDVDが付属する。

## チャート順位・受賞
初週30,210枚を売り上げ、「aikoの詩。」以来3作ぶりにオリコンウィークリーチャート1位を獲得。その後22週に渡りオリコンウィークリーチャートに載り続けた。オリコンウィークリーチャートにて1位を獲得した作品は、のべ16作品となった。
2024年1月5日にLP盤をリリースし、オリコンウィークリーチャートにて12位まで浮上。同週にリリースされた「湿った夏の始まり」が15位に、「どうしたって伝えられないから」が16位にランクインした。
今作は、国内最大級の音楽賞である「MTV Video Music Awards Japan」にて「今の二人をお互いが見てる」が最高賞である最優秀アルバム賞を、「果てしない二人」が最優秀ソロアーティストビデオ賞を受賞しており、批評家からも高評価を受けた。

## 収録曲
| 全作詞・作曲: AIKO。 |                                  |           |            |            |      |
| #                    | タイトル                         | 作詞      | 作曲・編曲 | 編曲       | 時間 |
| 1.                   | 「荒れた唇は恋を失くす」         | AIKO      | AIKO       | 島田昌典   | 4:07 |
| 2.                   | 「ねがう夜」(42ndシングル)       | AIKO      | AIKO       | トオミヨウ | 3:56 |
| 3.                   | 「あかときリロード」             | AIKO      | AIKO       | トオミヨウ | 4:07 |
| 4.                   | 「ぶどうじゅーす」               | AIKO      | AIKO       | 島田昌典   | 4:09 |
| 5.                   | 「さらば！」                     | AIKO      | AIKO       | トオミヨウ | 3:59 |
| 6.                   | 「食べた愛」(41stシングル)       | AIKO      | AIKO       | トオミヨウ | 5:16 |
| 7.                   | 「果てしない二人」(43rdシングル) | AIKO      | AIKO       | 島田昌典   | 4:42 |
| 8.                   | 「のぼせ」                       | AIKO      | AIKO       | トオミヨウ | 3:02 |
| 9.                   | 「アップルパイ」                 | AIKO      | AIKO       | トオミヨウ | 4:00 |
| 10.                  | 「ワンツースリー」               | AIKO      | AIKO       | 島田昌典   | 4:46 |
| 11.                  | 「telepathy」                    | AIKO      | AIKO       | 島田昌典   | 4:19 |
| 12.                  | 「夏恋のライフ」                 | AIKO      | AIKO       | 島田昌典   | 5:07 |
| 13.                  | 「玄関のあとで」                 | AIKO      | AIKO       | トオミヨウ | 4:05 |
| 合計時間:            | 合計時間:                        | 合計時間: | 55:35      |            |      |

| #   | タイトル               | 作詞 | 作曲・編曲 |
| --- | ---------------------- | ---- | ---------- |
| 1.  | 「ゆあそん」           |      |            |
| 2.  | 「させないで」         |      |            |
| 3.  | 「ねがう夜」           |      |            |
| 4.  | 「くちびる」           |      |            |
| 5.  | 「その目に映して」     |      |            |
| 6.  | 「赤いランプ」         |      |            |
| 7.  | 「beat」               |      |            |
| 8.  | 「エナジー」           |      |            |
| 9.  | 「夏恋のライフ」       |      |            |
| 10. | 「そんな話」           |      |            |
| 11. | 「アスパラ」           |      |            |
| 12. | 「メドレー」           |      |            |
| 13. | 「クラスメイト」       |      |            |
| 14. | 「花火」               |      |            |
| 15. | 「列車」               |      |            |
| 16. | 「果てしない二人」     |      |            |
| 17. | 「帽子と水着と水平線」 |      |            |
| 18. | 「ストロー」           |      |            |